# Ярмарок Укязу

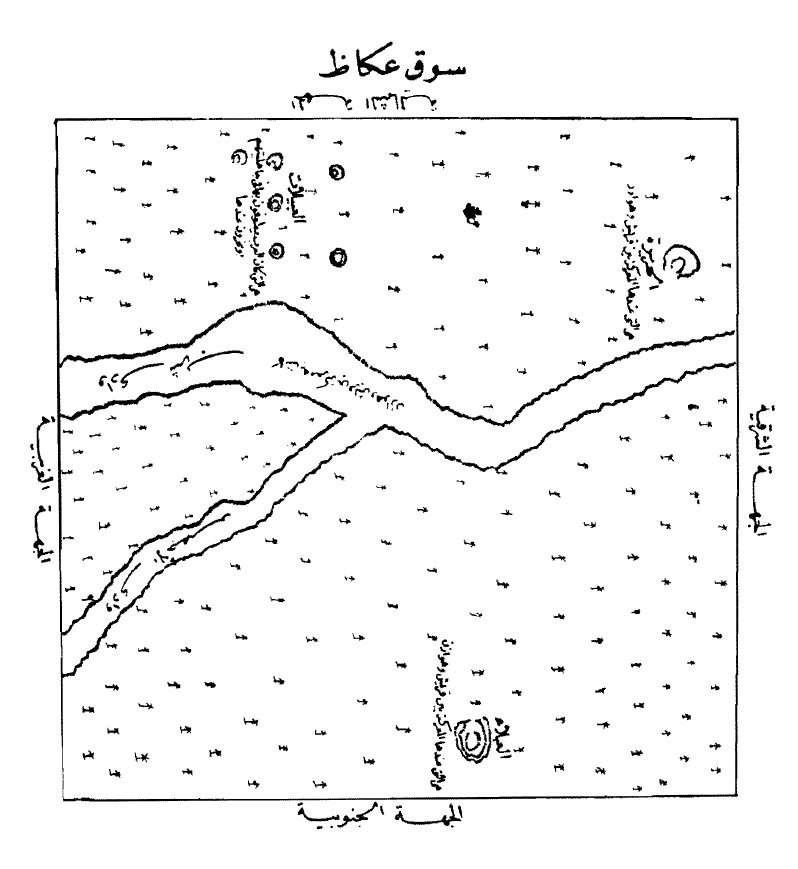
(سوق عكاظ)‎Ярмарок Укязу

Ярмарок Укязу (араб. سوق عكاظ) — у доісламський період ярмарок, що проводився на початку зуль-каада (одинадцятого місяця мусульманського місячного календаря) та тривав протягом двох тижнів в урочищі Укяз поблизу Мекки.

## Історія
Ярмарок існував приблизно у період 542—726 років н. е. Розташовувався між містом Таїф та Меккою. Точне місцезнаходження ринку визначив історик Мухаммад бін Абдаллах аль-Блахад. На ярмарок з'їжджалися аравитяни зі всього Аравійського півострова. Окрім торговельних операцій, тут відбувалися і поетичні змагання — поети декламували свої твори з надією натрапити на багатого спонсора (ним часто виступав місцевий правитель), який би винагородив їхні старання. Ці змагання збирали велику кількість слухачів. Поети заздалегідь готували свій матеріал, адже перемога означала визнання на весь Аравійський півострів. Оскільки багато чого залежало також від виконання, поет мав розумітися не тільки на віршуванні, але й бути співцем (на думку Фільштінського І. М., відомого російського сходознавця, наявність в арабському вірші цезури, яка потрібна для того, щоб вдаряти ногою в такт, пов'язана з музичним виконанням віршів). Ярмарок відігравав важливу роль не тільки для розвитку поезії, але й для мовного об'єднання аравитян. Відбувалася уніфікація арабської граматики та синтаксису, адже учасники опускали свої індивідуальні діалектні особливості та дотримувались загальноприйнятих неписаних правил.
726 року ринок зруйнували хариджити.

## Сучасність
2008 року уряд Саудівської Аравії відкрив павільйон поблизу того місця, де колись розташовувався ярмарок. Тепер тут знову проводиться Укязький осінній фестиваль, де відбуваються поетичні, мистецькі змагання тощо.